# Sant Magí de Guardiola
Sant Magí de Guardiola és una ermita del poble de Guardiola, al municipi Vilanova de l'Aguda (la Noguera), inclosa a l'Inventari del Patrimoni Arquitectònic de Catalunya.

## Descripció
Sant Magí és una ermita de planta quadrada, molt petita. La porta d'accés és d'arc rebaixat, amb un escut a la pedra clau. Al costat esquerre de la porta hi ha una petita espitllera, amb la inscripció "Devots ", que permet veure la imatge de l'altar quan l'ermita és tancada.
Com d'altres, durant !'últi, a la part superior n'hi ha una altra amb forma de rosetó. A la part superior hi ha una petita espadanya amb una campana, i una creu al capdamunt. La teulada és de doble vessant.

## Història
L'ermita de Sant Magí és a prop del poble de Guardiola, a la part superior. Hi ha un pilar devant l'edifici amb la data de 1796. A la finestra rodona damunt la port es pot llegir «San Maji ajost 19 - 1796».
Va ser destruïda el 1936 durant la guerra civil. Una placa a una de les parets, informa que l'any 1966 fou arreglada, mitjançant l'ajuda de l'associació de caçadors, per inciiativa d'Estanislau Ribera i Folguera. Es puja a Sant Magí el darrer diumenge del mes d'abril.